# Diecezja Mannar
Diecezja Mannar – diecezja rzymskokatolicka w Sri Lance, powstała w 1981 z terenu diecezji Jaffna.

## Biskupi diecezjalni
- Thomas Savundaranayagam Emmanuel (1981–1992)
- Rayappu Joseph (1992–2016)
- Fidelis Fernando (2017–2024)
- Gnanapragasam Anthonypillai (od 2025)